# Tetragnatha lea
Tetragnatha lea är en spindelart som beskrevs av Friedrich Wilhelm Bösenberg och Embrik Strand 1906. Tetragnatha lea ingår i släktet sträckkäkspindlar, och familjen käkspindlar. Inga underarter finns listade i Catalogue of Life.